# Chenommet
Chenommet korábbi község Franciaországban, Charente megyében. Lakosainak száma 165 fő (2017. január 1.). Chenommet Aunac, Bayers, Chenon, Couture és Poursac községekkel határos.
2017. január 1-jén Aunac és Bayers korábbi községgel egyesült és az így létrejött Aunac-sur-Charente új község része lett.

## Népesség
A település népességének változása:
| Lakosok száma | 182  | 160  | 148  | 146  | 128  | 141  | 156  | 163  | 164  | 165  |
|               | 1968 | 1975 | 1982 | 1990 | 1999 | 2006 | 2011 | 2013 | 2015 | 2017 |